# Niba
Niba es un corregimiento del distrito de Besikó en la comarca Ngäbe-Buglé, República de Panamá. La localidad tiene 3.491 habitantes (2010).